# Omóplatos de la cueva de El Castillo
Los conocidos como omóplatos de la cueva del Castillo son un conjunto de treinta y tres omóplatos, encontrados en la cueva de El Castillo, con figuras grabadas zoomorfas, geométricas y trazos, y que presublimente se atribuyen al Solutrense tardío o Magadaleniense inicial y que por su estilo se puede decir que, junto a los omóplatos de Altamira, pertenecen a un estilo regional único.

## Descubrimiento
Fueron encontrados en la campaña de 1911, parte de la excavación de 1910 a 1914 dirigida por Hugo Obermaier y con colaboraciones tan importantes como la de Henri Breuil, aunque luego fueron trasladados a Francia para su estudio y permanecieron inéditos, todos menos uno, hasta su publicación por Almagro Basch en 1976. Actualmente se conservan en el Museo Arqueológico Nacional de España en Madrid.

## Descripción
La técnica de las representaciones es la del rayado múltiple de las cabezas y cuellos, especialmente de ciervas. Este estilo aparece en otros objetos del arte mueble sobre soportes semejantes en yacimientos franceses.
Los motivos decorativos que presentan las piezas se agrupan en una serie de tipos:
1. Figuras realistas
2. Marcas simples
3. Trozos longitudinales simples
4. Motivos a base de trazos longitudidales que tienden hacia formas cerradas
5. Asociaciones de trozos rectilíneos

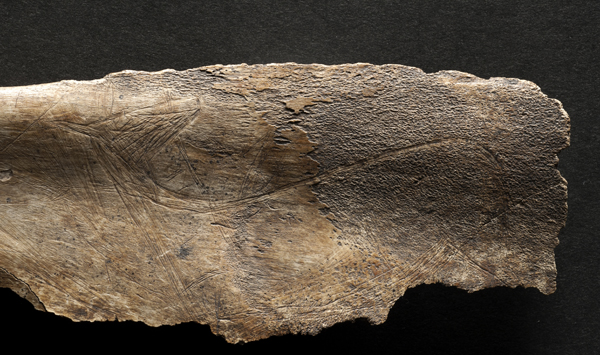
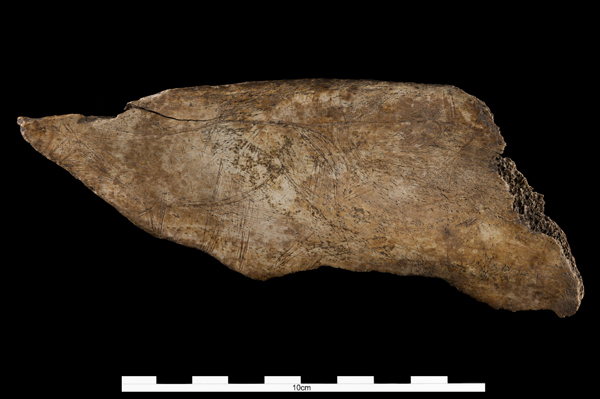
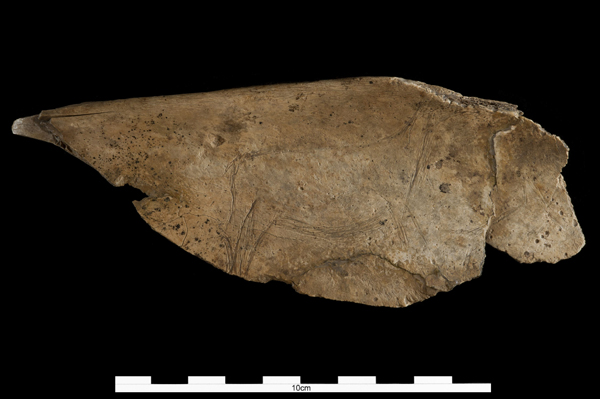
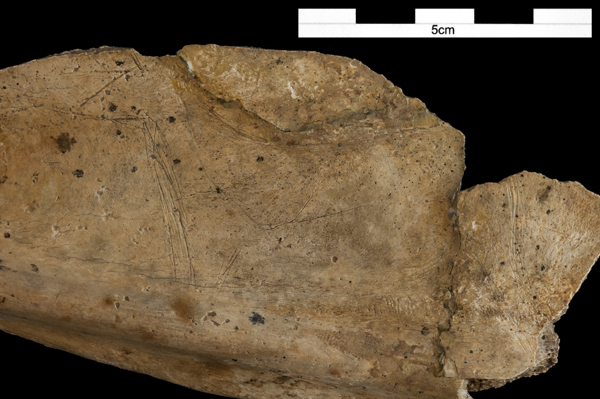

6. Formas cerradas
7. Acanaladuras[4]

## Cueva de El Castillo
Las cuevas del monte Castillo es un conjunto de cuatro cavidades con arte rupestre paleolítico, declaradas Patrimonio de la Humanidad por la UNESCO en 2008.
Las cuatro cuevas albergan arte rupestre, del Paleolítico superior, de varias épocas y estilos, siendo el abrigo de la de El Castillo la que posee el yacimiento arqueológico más importante, con una potencia de hasta catorce metros.